# Jiří Vyorálek
Jiří Vyorálek (* 13. června 1974 Třebíč) je český divadelní, filmový a televizní herec. 

## Život
V roce 1998 vystudoval činoherní herectví na Divadelní fakultě Janáčkovy akademie múzických umění v Brně. Po absolutoriu působil na brněnských scénách – v Divadle v 7 a půl, Divadle Husa na provázku a Divadle Reduta. V roce 2007 byl nominován na Cenu Thálie za vícedílný cyklus inscenací s názvem Sto roků kobry podle Fjodora Michajloviče Dostojevského. Od roku 2013 je členem hereckého souboru pražského Divadla Na zábradlí . V roce 2013 ztvárnil Klementa Gottwalda v televizní minisérii České století.
V letech 2014 až 2017 účinkoval ve dvou řadách reklam mobilního operátora Vodafone. V kreativní soutěži Prima Zlatá pecka byl ve veřejném hlasováním diváků zvolen nejoblíbenějším hercem v reklamě.

## Divadelní role
výběr
- 2004 Fjodor Michajlovič Dostojevskij, Josef Kovalčuk: Kníže Myškin je idiot, Kníže Myškin, Divadlo Husa na provázku, režie Vladimír Morávek
- 2009 William Shakespeare: Hamlet, Hamlet, Divadlo Husa na provázku, režie Jan Mikulášek
- 2010 Jiří Voskovec, Jan Werich, Dora Viceníková: Korespondence V+W, Jan Werich, Divadlo Reduta a Divadlo Na zábradlí, režie Jan Mikulášek
- 2012 Lev Nikolajevič Tolstoj, Armin Petras: Anna Karenina, Vronský, Divadlo Reduta a Divadlo Na zábradlí, režie Daniel Špinar
- 2012 Franz Kafka, Dora Viceníková, Daniel Špinar: Kabaret Kafka, Franz Kafka, Divadlo Reduta a Divadlo Na zábradlí, režie Daniel Špinar
- 2013 Pavel Juráček, Dora Viceníková, Jan Mikulášek: Zlatá šedesátá, Pavel Juráček, Divadlo Reduta a Divadlo Na zábradlí, režie Jan Mikulášek
- 2013 Jan Mikulášek, Dora Viceníková, Jean-Claude Carrière, Luis Buñuel: Buržoazie, Snob, Divadlo Reduta a Divadlo Na zábradlí, režie Jan Mikulášek
- 2014 Albert Camus, Dora Viceníková, Jan Mikulášek: Cizinec aneb Člověk je tak jako tak vždycky trochu vinen, Mersault, Divadlo Na zábradlí, režie Jan Mikulášek
- 2015 Viktor Bodó, Júlia Róbert: Anamnéza, Primář, Divadlo Na zábradlí, režie Rastislav Ballek
- 2015 Jan Mikulášek, Dora Viceníková: Hamleti, Hamlet, Divadlo Na zábradlí, režie Jan Mikulášek
- 2015 William Shakespeare: Romeo a Julie, Kapulet, Letní shakespearovské slavnosti, režie Lukáš Trpišovský a Martin Kukučka
- 2016 Miloš Orson Štědroň: Krásné psací stroje!, Jiří Kolář, Divadlo Na zábradlí, režie Jiří Havelka
- 2016 Jan Mikulášek, Dora Viceníková: Posedlost, Posedlý, Divadlo Na zábradlí, režie Jan Mikulášek

## Filmografie
| Rok  | Název                                 | Role                  | Poznámky                                   |
| ---- | ------------------------------------- | --------------------- | ------------------------------------------ |
| 1992 | Havran barvy lila                     | mladík                |                                            |
| 1996 | Eine kleine Jazzmusik                 | Lexa                  |                                            |
| 1998 | Na lavici obžalovaných justice        |                       | televizní seriál                           |
| 2005 | Ulice                                 | Vlčák                 | televizní seriál                           |
| 2005 | Hrubeš a Mareš jsou kamarádi do deště | fotograf              |                                            |
| 2005 | 3 plus 1 s Miroslavem Donutilem       | vrchní                | televizní cyklus                           |
| 2008 | Černá sanitka                         |                       | televizní seriál                           |
| 2008 | Kuličky                               | Jára/farář            |                                            |
| 2009 | Muži v říji                           | Honza                 |                                            |
| 2009 | Strážce duší                          | Fošum                 | televizní seriál                           |
| 2009 | Pátá žena                             | Viktor                |                                            |
| 2009 | Profesionálové                        | Alexandr Vyšný        | televizní seriál                           |
| 2010 | Největší z Čechů                      | kameraman             |                                            |
| 2010 | Zázraky života                        | Hladík                | televizní seriál                           |
| 2010 | Hráči                                 |                       | krátkometrážní film                        |
| 2011 | Vendeta                               | sociální pracovník    |                                            |
| 2011 | Alma                                  | David                 | televizní film                             |
| 2011 | Okno do hřbitova                      | MUDr. Robert Pešat    | televizní seriál                           |
| 2011 | Rodina je základ státu                | Jiří                  |                                            |
| 2011 | Soukromé pasti                        | Miky                  | televizní seriál, díl: V síti              |
| 2011 | Sráči                                 |                       |                                            |
| 2012 | Polski film                           | záchranář             |                                            |
| 2012 | Posel                                 | Igor                  |                                            |
| 2012 | Ženy, které nenávidí muže             | technik               |                                            |
| 2013 | České století                         | Klement Gottwald      | televizní seriál                           |
| 2013 | Nevinné lži                           | Libor                 | televizní seriál                           |
| 2013 | Roznese tě na kopytech                | Mojmír                |                                            |
| 2014 | MY 2                                  | manžel                |                                            |
| 2014 | Clona                                 | Cílek                 | televizní seriál                           |
| 2014 | První republika                       | Jaroslav Valenta      | televizní seriál                           |
| 2014 | Vinaři                                | Waldemar              | televizní seriál                           |
| 2015 | Mamon                                 | Samuel Pleva          | televizní seriál                           |
| 2015 | Ztraceni v Mnichově                   | hlídač                |                                            |
| 2016 | Já, Mattoni                           | detektiv              | televizní seriál, epizoda: „Vlast a národ“ |
| 2016 | Polda                                 | MUDr. Robert Mráz     | televizní seriál                           |
| 2016 | Rapl                                  | farář Kocman          | televizní seriál                           |
| 2016 | Krycí jméno Holec                     | Vacek                 |                                            |
| 2016 | Masaryk                               | Konrad Henlein        |                                            |
| 2017 | Milada                                | Klement Gottwald      |                                            |
| 2017 | Pěstírna                              | otec Rebeky           | internetový seriál                         |
| 2018 | Neptun                                | Brychta               | krátký film                                |
| 2019 | Úhoři mají nabito                     | Arny                  |                                            |
| 2019 | První akční hrdina                    | režisér               | krátký film                                |
| 2019 | Marie Terezie                         | Jean Baptiste Bassand | minisérie                                  |
| 2019 | Hodinářův učeň                        | zvířecí muž           |                                            |
| 2020 | Smečka                                | Davidův otec          |                                            |
| 2020 | Anatomie zrady                        | Jan Rys-Rozsévač      | televizní film                             |
| 2021 | Jedině Tereza                         | taxikář               |                                            |
| 2021 | Hraj něco!                            | on sám                | internetový pořad                          |
| 2022 | Stíny v mlze                          | Martin Černý          |                                            |
| 2022 | Střídavka                             | Robert                |                                            |
| 2024 | Zahradníkův rok                       | policista             |                                            |
| 2025 | Kouzlo derby                          | vedoucí katedry       | komedie                                    |

## Práce pro rozhlas
- 2015 Gabriela Preissová: Její pastorkyňa, rozhlasová hra v režii Aleše Vrzáka. Účinkují Ondřej Brousek ml., Naděžda Vicenová, Jiří Vyorálek a další.
- 2016 Robert Harris: Otčina, rozhlasová hra v překladu Pavla Bakiče a režii Aleše Vrzáka. Jiří Vyorálek ztvárnil postavu vyšetřovatele Xaviera Marche[6].
- 2018 Ladislav Grosman: Obchod na korze, rozhlasová hra v režii Petra Mančala. Účinkují Jaroslav Plesl, Petra Špalková, Jiří Vyorálek, Andrea Elsnerová, Zdenka Procházková a další.
- 2020 Paolo Sorrentino: Všichni mají pravdu, z vlastního překladu připravila Alice Flemrová jako čtrnáctidílnou četbu na pokračování, v režii Víta Vencla čte Jiří Vyorálek.[7]